# 나쁜 사마리아인들: 장하준의 경제학 파노라마
《나쁜 사마리아인들: 장하준의 경제학 파노라마》(Bad Samaritans: The Myth of Free Trade and the Secret History of Capitalism)은 장하준이 지은 경제학 서적이다. 주류 경제학인 신자유주의를 비판하는 내용이 나와 있다. 노엄 촘스키, 조셉 스티글리츠, 밥 겔도프가 해당 책에 추천사를 적었다. 대한민국 판은 기존 영문판을 이순희가 번역한 내용이다.

## 주요 내용
미국, 영국과 같은 선진국은 개발 도상국에게 신자유주의 경제체제를 요구하고 있다. 하지만 책은 이들 국가가 18~20세기 동안 보호무역 정책을 사용함으로써 경제발전을 해 왔다고 주장한다. 책은 이들 선진국을 상처난 부위에 소금을 뿌리는 '나쁜 사마리아인'에 비유하면서, 이들의 '사다리 걷어차기' 정책은 개발 도상국의 경제 발전에 부정적 역할을 한다고 주장한다. 책은 공기업 민영화, 보호무역, 외국인 투자, 지적재산권에서 선진국들이 어떠한 역할을 해 왔는지 제시하고 있다.

## 논란
한편 국방부는 이 책을 불온서적으로 지정해 논란을 일으킨 바 있다. 지정 이유는 대한민국이 지향하는 자유시장경쟁체제를 전면적으로 부정한다는 점에서 자칫 독자들의 오해를 불러일으킬 수 있다는 것이었다.